# Livetune
Livetune (cách điệu là livetune) là một ban nhạc điện tử Nhật Bản được thành lập vào năm 2007 chuyên sáng tác âm nhạc dōjin được ký kết với Toy's Factory.  Ban nhạc ban đầu bao gồm hai thành viên Kz và Kajuki P, nhưng Kajuki P đã rời nhóm vào tháng 3 năm 2009. Livetune bắt đầu bằng cách sử dụng bộ tổng hợp hát Hatsune Miku để sản xuất giọng hát cho các bài hát được gửi đến trang web chia sẻ video của Nico Nico Douga.  Sự phổ biến của các bài hát đã khiến ban nhạc phát hành album Re: gói độc lập tại Comiket 73 vào tháng 12 năm 2007. Livetune đã ra mắt lớn với Victor Entertainment với việc phát hành album Re: pack chuyên nghiệp vào tháng 8 năm 2008, được cập nhật thêm  bài hát.  Livetune bắt đầu hợp tác với các nghệ sĩ khác vào năm 2009, và từ đó đã sáng tác nhạc cho các nghệ sĩ như Kotoko, ClariS, Maon Kurosaki và nhạc sĩ dōjin Ryo của Supercell.
- Kz (hay K-Zet) (nhạc và lời)

### Thành viên cũ
- Kajuki P (nhạc và lời) (2007-2009)

### 2007-2011
Sau khi phát hành phần mềm tổng hợp giọng hát Vocaloid 2 Hatsune Miku vào ngày 31 tháng 8 năm 2007, Kz đã gửi một phiên bản ngắn của bài hát "Packaged" lên trang web chia sẻ video của Nico Nico Douga vào ngày 21 tháng 9 năm 2007 bằng cách sử dụng Miku cho giọng hát.  Phiên bản đầy đủ đã được gửi vào ngày 24 tháng 9 năm 2007 và kể từ đó đã được xem hơn 1 triệu lần.  Bài hát cũng được đăng trên trang web chia sẻ âm nhạc Muzie.  Kajuki P đã phát hành bài hát "Shooting Star" (シ ュ ー テ ィ ス ス) vào ngày 23 tháng 9 năm 2007.  bao gồm các bài hát được phát hành trước đó của họ bên cạnh một số bài hát chưa phát hành trước đó.  Album nổi tiếng đến mức được báo cáo là sẽ bán hết trong nháy mắt.
Livetune đã có màn ra mắt lớn với Victor Entertainment với việc phát hành album Re: trọn gói chuyên nghiệp vào ngày 27 tháng 8 năm 2008 [2]  Bản phát hành được cập nhật chứa ba bài hát nhiều hơn bản gốc, cũng như phiên bản đầy đủ của "Over16bit!"  và một phiên bản cập nhật của "Packaged (piano ver.)".  Album đã đạt được thứ hạng thứ 5 trên bảng xếp hạng album hàng tuần của Oricon sau khi bán được hơn 20.000 bản trong tuần đầu tiên. [1]  Livetune đã phát hành album phối lại Re: Mikus vào ngày 25 tháng 3 năm 2009 dưới tên Victor Entertainment, bao gồm bài hát phối lại từ gói R: cũng như bốn bài hát bổ sung.  Kajuki P rời Livetune vào tháng 3 năm 2009. Kz hợp tác với họa sĩ truyện tranh Masami Yuki để sản xuất album ý tưởng Crosslight phát hành vào ngày 26 tháng 8 năm 2009 có chứa các bài hát được hát bởi Hatsune Miku và Vocaloid 2 Gumi.
Đĩa đơn đầu tiên của Livetune "Kotchi Muite Baby / Yellow" (こ っ ち Baby / Yellow) là một đĩa đơn tách biệt với nhạc sĩ dōjin Ryo của Supercell;  cả hai bài hát đều là những bài hát chủ đề cho trò chơi video Hatsune Miku: Project Diva 2nd.  Đĩa đơn được Sony Music Direct phát hành vào ngày 14 tháng 7 năm 2010 tại Nhật Bản. [7]  Kz đã sáng tác bài hát "Irony" được hát bởi ClariS, được sử dụng làm bài hát mở đầu cho bộ anime Ore no Imōto ga Konna ni Kawaii Wake ga Nai;  đĩa đơn cho "Irony" được phát hành vào ngày 20 tháng 10 năm 2010 [8]
Vào cuối năm 2010, Shibuya, công ty INCS của Tokyo, đã thành lập hãng thu âm lớn Tamstar Records cho các nhạc sĩ và nghệ sĩ ban đầu ra mắt với tư cách là nghệ sĩ âm nhạc dōjin trực tuyến.  Livetune tham gia nhãn hiệu này với tư cách là một trong những thành viên khai mạc, bao gồm những người khác như Supercell, Gom, Rapbit và Nagi Yanagi. [9]  Livetune hợp tác trong một album tổng hợp có tựa đề Tamstar Records Collection Vol.  0 được phát hành dưới dạng phiên bản giới hạn tại Comiket 79 vào tháng 12 năm 2010 [9]  Kz một lần nữa hợp tác với ClariS bằng cách sáng tác đĩa đơn thứ ba "Nexus", được phát hành vào ngày 14 tháng 9 năm 2011. Kz đã sáng tác bài hát "-Mirai-Ressha-" (☆ - 未来 - 列車 - ☆) cho Kotoko, xuất hiện trên cô ấy  Album 2011 Hiraku Uchuu Pocket.  Kz sau đó hợp tác với Kotoko trong bài hát "Love 0 Jetcoaster" trong album 2011 của Maon Kurosaki;  Kz sáng tác bài hát, và Kotoko viết lời.  Kz đã sáng tác các bài hát "New World" và "Stand up" được hát bởi Twill,  cả hai bài hát đều được sử dụng làm chủ đề mở đầu cho anime Digimon Xros Wars.

### 2012-hiện nay
Vào năm 2012, Livetune rời Victor Entertainment và chuyển đến hãng thu âm Toy's Factory.  Livetune đã phát hành đĩa đơn "Tell Your World" vào ngày 18 tháng 1 năm 2012 dưới dạng bản phát hành kỹ thuật số trực tuyến trong iTunes Store có sẵn ở 217 quốc gia.  Một EP có tên Tell Your World EP đã được phát hành vào ngày 14 tháng 3 năm 2012; [10] nó đạt vị trí thứ 4 trên bảng xếp hạng album hàng tuần của Oricon. [11]  Vào ngày 21 tháng 6, Kodansha bắt đầu phát trực tuyến một đoạn phim hoạt hình ngắn dài 12 phút của loạt tiểu thuyết giả tưởng của Sai Sumimori, Mahō Tsukai Nara Miso o Kue!  Livetune sáng tác nhạc. [12]  Livetune đã phát hành đĩa đơn chia tay "Weekender girl /Fake doll " với nhạc sĩ dōjin Hachiōji P vào ngày 29 tháng 8 năm 2012. [13]  Kz và Hachiōji P sáng tác "Weekender girl" và HachiōjiP sáng tác "Fake doll";  cả hai bài hát được hát bởi Hatsune Miku.  "Weekender girl" được giới thiệu trong Hatsune Miku: Project DIVA F1.
Livetune đã phát hành đĩa đơn "Chuyển nhượng" vào ngày 26 tháng 9 năm 2012. "Chuyển nhượng" được hát bởi Megumi Nakajima, và "Dấu hiệu" bên B của ca khúc được hát bởi Yun * chi, đó là chủ đề kết thúc cho Mahō Tsukai Nara Miso o Kue  ! [14]  Livetune đã đóng góp một bản phối mới của bài hát "Invoke" trong album tự cover thứ hai của T.M.Revolution, Under: Cover 2 (2013).  Livetune đã phát hành một album tổng hợp có tựa đề Re: Dial vào ngày 20 tháng 3 năm 2013, cùng với một video âm nhạc của đạo diễn Takashi Murakami.  Một bản phối lại của "Spectrum" đơn của Zedd bởi Livetune đã được giới thiệu trong bản phát hành của Nhật Bản về album Clarity của Zedd. [15]  Ban đầu, Livetune đã phối lại bài hát với tư cách là một người hâm mộ âm nhạc của Zedd và Zedd đã rất ấn tượng với kết quả của bản phối lại, có giọng hát tiếng Anh của Hatsune Miku, được điều chỉnh bởi CircusP.  Kz một lần nữa hợp tác với ClariS bằng cách sáng tác đĩa đơn thứ bảy "Reunion", được sử dụng làm chủ đề mở đầu cho loạt phim truyền hình anime 2013 Ore no Imōto ga Konna ni Kawaii Wake ga Nai., Phần thứ hai của loạt phim. [16]  Đĩa đơn "Take Your Way" của Livetune được phát hành vào ngày 5 tháng 6 năm 2013;  bài hát chủ đề được sử dụng làm chủ đề mở đầu cho anime năm 2013 Devil Survivor 2: The Animation. [17]  Đĩa đơn "Pink or Black " được phát hành vào ngày 6 tháng 11 năm 2013 và được sử dụng để quảng bá cho 6 ▼ Princess bởi Takashi Murakami cho dòng mỹ phẩm Shu Uemura. [18]